# GEAS Basket 2016-2017
Questa voce raccoglie le informazioni riguardanti il Geas Basket Sesto San Giovanni nelle competizioni ufficiali della stagione 2016-2017.

## Stagione
Retrocessa dalla Serie A1, nella stagione 2016-2017 il Geas Basket Sesto San Giovanni disputa la Serie A2.

## Verdetti stagionali
Competizioni nazionali
- Serie A2:

stagione regolare: 1º posto su 14 squadre (22-4);
play-off: perde la finale spareggio contro Progresso Bologna (risultato aggregato: 87-91).
- Coppa Italia di Serie A2:

quarti di finale persi contro Ferrara (56-59).

## Rosa
|    | Naz.              | Ruolo | Sportivo            | Anno | Alt. |  |        |
| -- | ----------------- | ----- | ------------------- | ---- | ---- |  | ------ |
| 4  | Italia (bandiera) | AC    | Veronica Schieppati | 1990 | 182  |  |        |
| 5  | Italia (bandiera) | P     | Giulia Arturi       | 1987 | 175  |  | (cap.) |
| 6  | Italia (bandiera) | PG    | Laura Oliva         | 1999 | 169  |  |        |
| 7  | Italia (bandiera) | G     | Virginia Galbiati   | 1992 | 173  |  |        |
| 9  | Italia (bandiera) | C     | Elisa Bonomi        | 1994 | 185  |  | [ 1 ]  |
| 9  | Italia (bandiera) | A     | Cecilia Oggioni     | 1998 | 185  |  |        |
| 11 | Italia (bandiera) | A     | Benedetta Bonomi    | 1997 | 181  |  |        |
| 12 | Italia (bandiera) | C     | Lucia Decortes      | 1999 | 188  |  |        |
| 13 | Italia (bandiera) | P     | Francesca Gambarini | 1995 | 168  |  |        |
| 14 | Italia (bandiera) | PG    | Ilaria Panzera      | 2002 | 176  |  | [ 2 ]  |
| 15 | Italia (bandiera) | A     | Beatrice Barberis   | 1995 | 178  |  |        |
| 18 | Italia (bandiera) | A     | Valentina Grassia   | 1998 | 183  |  |        |
| 21 | Italia (bandiera) | C     | Elisa Ercoli        | 1995 | 192  |  |        |
| 22 | Italia (bandiera) | G     | Irene Pusca         | 1998 | 171  |  |        |

## Mercato

### Sessione estiva
Confermato il capitano Giulia Arturi, Beatrice Barberis, Francesca Gambarini, Elisa Ercoli, la società ha effettuato i seguenti trasferimenti:
| Acquisti | Acquisti            | Acquisti      | Acquisti   |
| R.       | Nome                | da            | Modalità   |
| -------- | ------------------- | ------------- | ---------- |
| G        | Irene Pusca         | giovanili     | definitivo |
| PG       | Laura Oliva         | giovanili     | definitivo |
| G        | Virginia Galbiati   | Pall. Broni   | definitivo |
| AC       | Veronica Schieppati | Costa Masnaga | definitivo |
| C        | Elisa Bonomi        | Sanga Milano  | definitivo |

| Cessioni | Cessioni              | Cessioni         | Cessioni       |
| R.       | Nome                  | a                | Modalità       |
| -------- | --------------------- | ---------------- | -------------- |
| C        | Emily Rose Correal    | Basket Carugate  | fine contratto |
| PG       | Martina Kacerik       | Pall. Torino     | fine contratto |
| GA       | Francesca Galli       | -                | fine contratto |
| G        | Antiesha Brown        | Umbertide        | fine contratto |
| P        | Tayara Madonna        | Vicenza          | fine contratto |
| P        | Elisabetta Mazzoleni  | -                | fine contratto |
| AC       | Simina Andra Mandache | Uni. Cluj-Napoca | fine contratto |

### Sessione autunnale
| Acquisti | Acquisti | Acquisti | Acquisti |
| R.       | Nome     | da       | Modalità |
| -------- | -------- | -------- | -------- |

| Cessioni | Cessioni     | Cessioni          | Cessioni   |
| R.       | Nome         | a                 | Modalità   |
| -------- | ------------ | ----------------- | ---------- |
| C        | Elisa Bonomi | Basket Villasanta | definitivo |

## Risultati

### Coppa Italia di Serie A2

#### Quarti di finale
| Arbitri: | Rebecca Di Marco Federica Servillo |

|              |          |           |
| Arturi 27    | Punti    | 18 Cupido |
| Schieppati 3 | Assist   | 5 Cupido  |
| Ercoli 13    | Rimbalzi | 10 Diene  |

## Statistiche

### Statistiche di squadra
| Competizione          | Punti | In casa | In casa | In casa | In casa | In casa | In trasferta | In trasferta | In trasferta | In trasferta | In trasferta | Totale | Totale | Totale | Totale | Totale | Totale |
| Competizione          | Punti | G       | V       | P       | Ptf     | Pts     | G            | V            | P            | Ptf          | Pts          | G      | V      | P      | Ptf    | Pts    | Diff.  |
| --------------------- | ----- | ------- | ------- | ------- | ------- | ------- | ------------ | ------------ | ------------ | ------------ | ------------ | ------ | ------ | ------ | ------ | ------ | ------ |
| Serie A2              | 44    | 13      | 12      | 1       | 954     | 678     | 13           | 10           | 3            | 807          | 645          | 26     | 22     | 4      | 1761   | 1323   | +438   |
| Play-off              |       | 4       | 4       | 0       | 255     | 194     | 4            | 3            | 1            | 203          | 179          | 8      | 7      | 1      | 458    | 373    | +85    |
| Coppa Italia Serie A2 |       | -       | -       | -       | -       | -       | 1            | 0            | 1            | 56           | 59           | 1      | 0      | 1      | 56     | 59     | -3     |
| Totale                | 44    | 17      | 16      | 1       | 1209    | 872     | 18           | 13           | 5            | 1066         | 883          | 35     | 29     | 6      | 2275   | 1755   | +520   |

### Andamento in campionato
| Giornata  | 1 | 2 | 3 | 4 | 5 | 6 | 7 | 8 | 9 | 10 | 11 | 12 | 13 | 14 | 15 | 16 | 17 | 18 | 19 | 20 | 21 | 22 | 23 | 24 | 25 | 26 |
| --------- | - | - | - | - | - | - | - | - | - | -- | -- | -- | -- | -- | -- | -- | -- | -- | -- | -- | -- | -- | -- | -- | -- | -- |
| Luogo     | C | T | C | T | C | T | C | T | C | C  | T  | C  | T  | T  | C  | T  | C  | T  | C  | T  | C  | T  | T  | C  | T  | C  |
| Risultato | V | V | V | V | V | V | V | V | V | V  | P  | V  | V  | V  | V  | V  | V  | P  | V  | V  | V  | V  | P  | V  | V  | P  |
| Posizione | 2 | 1 | 1 | 1 | 1 | 1 | 1 | 1 | 1 | 1  | 1  | 1  | 1  | 1  | 1  | 1  | 1  | 1  | 1  | 1  | 1  | 1  | 1  | 1  | 1  | 1  |

Legenda:

Luogo: C = Casa; T = Trasferta. Risultato: V = Vittoria; P = Sconfitta.

### Statistiche delle giocatrici
Campionato (stagione regolare e play-off) e Coppa Italia di A2
| Giocatrice          | Partite | Partite | Partite | Pun | Min. | Falli | Falli | Tiri da 2 | Tiri da 2 | Tiri da 2 | Tiri da 3 | Tiri da 3 | Tiri da 3 | Tiri Liberi | Tiri Liberi | Tiri Liberi | Rimbalzi | Rimbalzi | Rimbalzi | Stopp. | Stopp. | Palle | Palle | Ass | Val. | Val.  | A+dP |
| Giocatrice          | Pr      | PG      | SF      | Pun | Min. | C     | S     | R         | T         | %         | R         | T         | %         | R           | T           | %           | O        | D        | T        | D      | S      | P     | R     | Ass | Lega | OER   | A+dP |
| ------------------- | ------- | ------- | ------- | --- | ---- | ----- | ----- | --------- | --------- | --------- | --------- | --------- | --------- | ----------- | ----------- | ----------- | -------- | -------- | -------- | ------ | ------ | ----- | ----- | --- | ---- | ----- | ---- |
| Virginia Galbiati   | 35      | 35      | 35      | 626 | 1118 | 69    | 120   | 164       | 317       | 51,7      | 69        | 230       | 30,0      | 91          | 110         | 82,7        | 15       | 122      | 137      | 6      | 7      | 98    | 106   | 97  | 585  | 11,79 | 105  |
| Elisa Ercoli        | 35      | 35      | 35      | 423 | 1049 | 96    | 86    | 188       | 326       | 57,7      | 0         | 1         | 0,0       | 47          | 65          | 72,3        | 145      | 229      | 374      | 46     | 6      | 107   | 35    | 23  | 621  | 10,74 | -49  |
| Beatrice Barberis   | 35      | 34      | 33      | 360 | 1040 | 66    | 107   | 130       | 286       | 45,5      | 8         | 36        | 22,2      | 76          | 111         | 68,5        | 108      | 113      | 221      | 7      | 7      | 81    | 50    | 44  | 416  | 8,51  | 13   |
| Giulia Arturi       | 35      | 35      | 35      | 282 | 1155 | 90    | 59    | 49        | 125       | 39,2      | 51        | 153       | 33,3      | 31          | 37          | 83,8        | 15       | 102      | 117      |        | 2      | 93    | 76    | 120 | 285  | 8,82  | 103  |
| Francesca Gambarini | 35      | 29      | 3       | 186 | 779  | 45    | 52    | 76        | 197       | 38,6      | 3         | 23        | 13,0      | 25          | 36          | 69,4        | 9        | 66       | 75       | 1      | 4      | 67    | 35    | 53  | 134  | 7,17  | 21   |
| Veronica Schieppati | 35      | 34      | 33      | 174 | 917  | 81    | 37    | 76        | 169       | 45,0      | 1         | 8         | 12,5      | 19          | 26          | 73,1        | 33       | 199      | 232      | 36     | 1      | 43    | 53    | 35  | 335  | 7,40  | 45   |
| Ilaria Panzera      | 32      | 28      |         | 61  | 265  | 25    | 17    | 19        | 59        | 32,2      | 5         | 14        | 35,7      | 8           | 17          | 47,1        | 9        | 22       | 31       | 1      | 3      | 16    | 22    | 10  | 40   | 2,73  | 16   |
| Lucia Decortes      | 35      | 29      |         | 44  | 244  | 35    | 17    | 18        | 47        | 38,3      | 0         | 1         | 0,0       | 8           | 20          | 40,0        | 17       | 41       | 58       | 8      | 2      | 28    | 9     | 4   | 33   | 1,73  | -15  |
| Irene Pusca         | 34      | 18      | 1       | 42  | 141  | 4     | 7     | 17        | 41        | 41,5      | 1         | 7         | 14,3      | 5           | 9           | 55,6        | 1        | 9        | 10       |        |        | 8     | 5     | 3   | 21   | 0,24  |      |
| Valentina Grassia   | 34      | 21      |         | 34  | 156  | 14    | 8     | 9         | 31        | 29,0      | 2         | 5         | 40,0      | 10          | 12          | 83,3        | 10       | 22       | 32       |        | 1      | 11    | 4     | 3   | 28   | 0,34  | -4   |
| Benedetta Bonomi    | 22      | 9       |         | 32  | 92   | 6     | 2     | 7         | 17        | 41,2      | 6         | 12        | 50,0      |             |             |             | 1        | 9        | 10       |        | 1      | 7     | 4     | 1   | 19   | 7,12  | -2   |
| Laura Oliva         | 19      | 7       |         | 9   | 29   | 2     | 1     | 2         | 3         | 66,7      | 1         | 5         | 20,0      | 2           | 2           | 100,0       |          | 1        | 1        |        |        | 2     | 1     | 1   | 4    | 10,71 |      |
| Elisa Bonomi        | 3       | 1       |         | 2   | 15   |       |       | 1         | 2         | 50,0      |           |           |           |             |             |             |          |          |          |        |        | 1     |       | 1   | 1    | 0,22  |      |